# Kuhljochspitze
La Kuhljochspitze est une montagne culminant à 2 297 m d'altitude dans le massif des Karwendel.

## Ascension
La voie la plus facile part du Solsteinhaus par le Freiungen-Höhenweg jusqu'au col de Kuhljoch, d'où l'on atteint le sommet en trente minutes.